# Vizcarra
Vizcarra är en ort i Mexiko.   Den ligger i kommunen Compostela och delstaten Nayarit, i den centrala delen av landet, 600 km väster om huvudstaden Mexico City. Vizcarra ligger 872 meter över havet och antalet invånare är 154.
Terrängen runt Vizcarra är huvudsakligen kuperad, men åt sydost är den platt. Runt Vizcarra är det ganska tätbefolkat, med 54 invånare per kvadratkilometer. Närmaste större samhälle är Compostela, 6,3 km sydost om Vizcarra. I omgivningarna runt Vizcarra växer huvudsakligen savannskog.